# 1493
- Wikisource

| Calendário gregoriano                                                        | 1493 MCDXCIII                                        |
| Ab urbe condita                                                              | 2246                                                 |
| Calendário arménio                                                           | 942 – 943                                            |
| Calendário bahá'í                                                            | -351 – -350                                          |
| Calendário budista                                                           | 2037                                                 |
| Calendário chinês                                                            | 4189 – 4190 Início a 18 de janeiro (aproximadamente) |
| Calendário copta                                                             | 1209 – 1210                                          |
| Calendário etíope                                                            | 1485 – 1486                                          |
| Calendários hindus - Vikram Samvat - Calendário nacional indiano - Cáli Iuga | 1548 – 1549 1414 – 1415 4593 – 4594                  |
| Calendário Holoceno                                                          | 11493                                                |
| Calendário islâmico                                                          | 898 – 899                                            |
| Calendário judaico                                                           | 5253 – 5254                                          |
| Calendário persa                                                             | 871 – 872                                            |
| Calendário rúnico                                                            | 1743                                                 |
| Calendário solar tailandês                                                   | 2036                                                 |

1493 (MCDXCIII, na numeração romana) foi um ano comum do século XV do Calendário Juliano, da Era de Cristo, e a sua letra dominical foi F (52 semanas), teve início a uma terça-feira e terminou também a uma terça-feira.
| Ano completo                       |
| ---------------------------------- |
| Ano comum com início à terça-feira |

## Eventos
- 4 de março - O explorador Cristóvão Colombo chega em Lisboa a bordo do seu navio Niña após a viagem do descobrimento da América.
- 4 de Maio - O papa castelhano Alexandre VI envia a bula Inter Coetera, no sentido que as terras desconhecidas encontradas a ocidente fossem entregues à gestão do seu reino de origem, mas, mais tarde aceite com novas alterações em Tordesilhas.
- 7 de Maio - Regularização do uso das águas para irrigação das terras, na ilha da Madeira.
- 8 de Maio - Referência numa carta do rei D. João às "terradas" e "trastes" das levadas.
- Carta do Duque à Câmara Municipal do Funchal sobre o início da construção de uma nova igreja.
- Encontra-se concluído o Castelo de São Luís, na vila de Angra, ilha Terceira.

## Nascimentos
- João Ramalho, aventureiro, explorador, português, que se meteu pelos matos brasileiros e foi dos primeiros a confraternizar com o gentio. (m. 1580).
- 17 de Dezembro - Paracelso, médico, alquimista, físico e astrólogo suíço (m. 1541).

## Mortes
- Túpac Yupanqui, 10º Cápac Inca envenenado e seu filho Huayna Capac.
- Frederico III, Imperador do Sacro Império Romano-Germânico.